# Rožni Vrh (gmina Celje)
Rožni Vrh – wieś w Słowenii, w gminie miejskiej Celje. W 2018 roku liczyła 150 mieszkańców. 